# سليم البخاري
سليم البخاري الدمشقي (1268 - 1347 هـ / 1851 - 1928 م) هو من طلائعي الإصلاح الديني واليقظة العربية في سورية.

## آثاره
من آثاره «كتاب حل الرموز في عقائد الدروز» و رسالة في «آداب البحث والمناظرة».